# كأس إسكتلندا 1980–81
كأس اسكتلندا 1980–81 (بالإنجليزية: 1980–81 Scottish Cup)‏ هو موسم من كأس اسكتلندا. فاز فيه نادي رينجرز.